# 1667
Епоха великих географічних відкриттів •  Ганза •  Річ Посполита •  Запорозька Січ •  Руїна

## Геополітична ситуація
Османську імперію очолює Мехмед IV (до 1687). Під владою османського султана перебувають Близький Схід та Єгипет, Середземноморське узбережжя Північної Африки, частина Закавказзя, значні території в Європі: Греція, Болгарія і Сербія. Васалами османів є Волощина та Молдова.
Священна Римська імперія — наймогутніша держава Європи. Її територія охоплює, крім німецьких земель, Угорщину з Хорватією, Богемію, Північну Італію. Її імператор — Леопольд I Габсбург (до 1705).
Габсбург Карл II Зачарований є королем Іспанії (до 1700). Йому належать Іспанські Нідерланди, південь Італії, Нова Іспанія, Нова Гранада та Нова Кастилія в Америці, Філіппіни. Королем Португалії проголошено Альфонса VI, хоча Іспанія це проголошення не визнає. Португалія має володіння в Бразилії, в Африці, в Індії, в Індійському океані й Індонезії.
Північ Нідерландів займає Республіка Об'єднаних провінцій. Вона має колонії в Північній Америці, Індонезії, на Формозі та на Цейлоні. Король Франції — Людовик XIV (до 1715). Король Англії — Карл II Стюарт (до 1685). Англія має колонії в Північній Америці та на Карибах. Король Данії та Норвегії — Фредерік III (до 1670), король Швеції — Карл XI (до 1697). На Апеннінському півострові незалежні Венеціанська республіка та Папська область. Королем Речі Посполитої є Ян II Казимир (до 1668). Царем Московії є Олексій Михайлович (до 1676).
Україну розділено по Дніпру між Річчю Посполитою та Московією. Козацьку державу на Правобережжі очолює Петро Дорошенко, на Лівобережжі — Іван Брюховецький. На півдні України існує Запорозька Січ. Існують Кримське ханство, Ногайська орда.
В Ірані правлять Сефевіди.
Значними державами Індостану є Імперія Великих Моголів, в якій править Аурангзеб, Біджапурський султанат, султанат Голконда, Віджаянагара. В Китаї править Династія Цін. У Японії триває період Едо.

## Події

### В Україні
- 30 січня Річ Посполита та Москва підписали сепаратний Андрусівський мир, за яким поділили Україну вздовж Дніпра. Москва отримала також Київ та Смоленськ.
- Кошовим отаманом Війська Запорізького Низового обрано Остапа Васютенка.
- Триває Польсько-козацько-татарська війна:
  - Козацько-татарські війська зазнали поразки в битві під Підгайцями.
  - Гетьман Петро Дорошенко вимушено підписав Підгаєцьку угоду, визнавши зверхність Речі Посполитої над Правобережною Україною.

### У світі

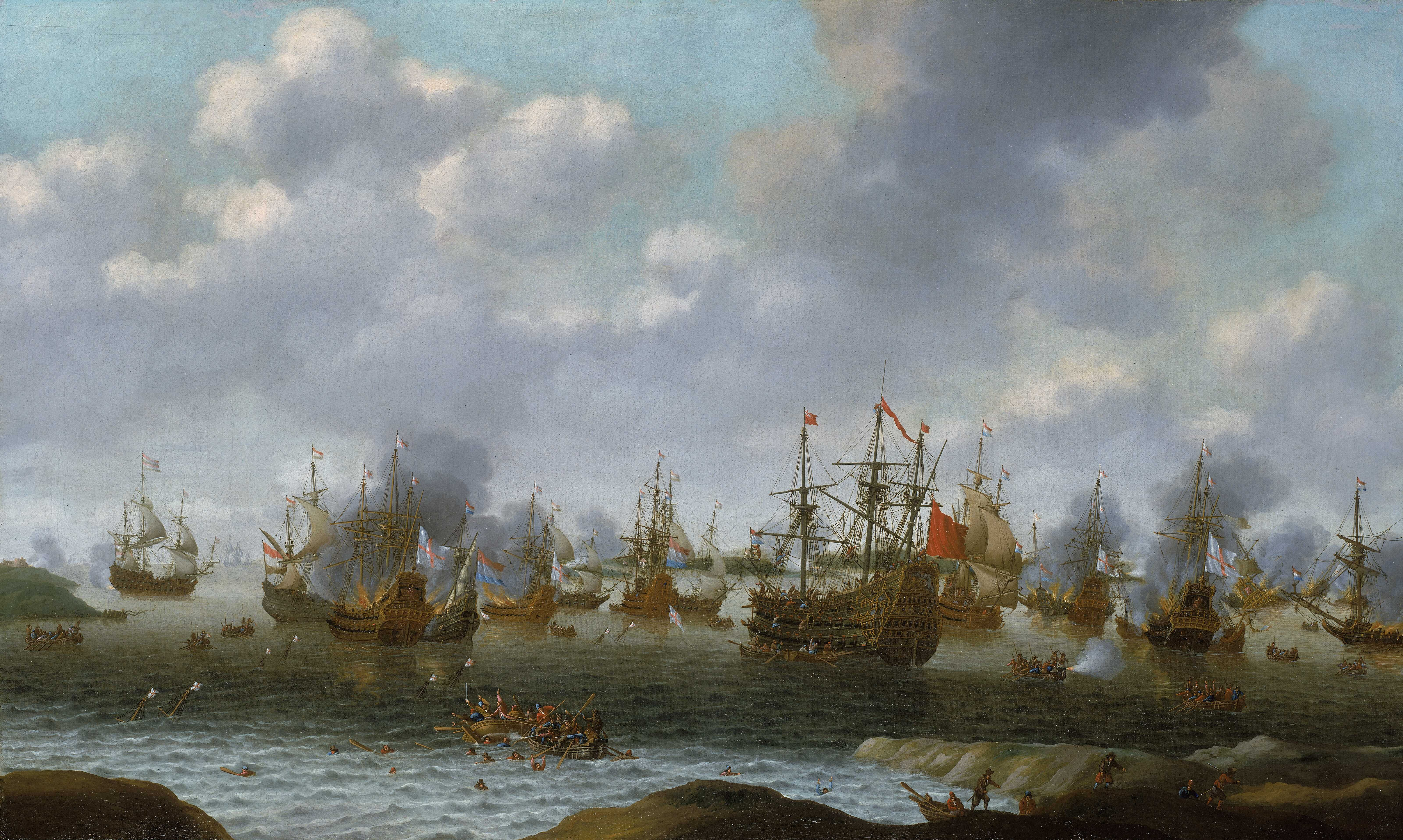
Напад на Медвей, полотно Пітера Корнелія ван Суста, 1667

- У Московщині стараннями Афанасія Ордина-Нащокіна запроваджено новий торговий статут — чужоземцям заборонено вести торгівлю без місцевих посередників.
- Донські козаки Степана Разіна пішли в похід на Кавказ попри царську заборону на розбій.
- Друга англо-голландська війна 1664–1667 років:
  - Нідерландський флот завдав англійцям важкої поразки в битві за Медвей.
  - Війна завершилася 21 липня підписанням Бредського миру.
- Почалася Деволюційна війна між Францією та Іспанією за Іспанські Нідерланди.
  - Французькі війська вторглися в Фладрію та Франш-Конте, захопили Турне, Дуе, Лілль.
- У Португалії відбувся палацовий переворот. Короля Альфонсу VI змусили відійти від влади на користь молодшого брата Педру II.
- Розпочався понтифікат Климента IX.
- Французький король Людовик XIV відмовився від карбування паризького лівра на користь турського лівра.
- Курфюрст Бранденбургу Фрідріх-Вільгельм I запровадив акцизний податок.
- Негусом Ефіопії став Йоганнис I.
- Падишах Імперії Великих моголів Аурангзеб надав правителю маратхів Шиваджі титул раджі й дозволив йому збирати податки.
- Від землетрусу в Дубровніку загинула п'ята частина населення.
- Від землетрусу на Кавказі загинуло, за оцінками, 80 тис. людей.

## Наука і культура
- Роберт Плот перший зілюстровав залишки динозавра.
- Джон Мільтон опублікував епічну поему «Втрачений рай».
- Роберт Гук продемонстрував, що циркулювання крові в легенях важливе для дихання.
- Французький лікар Жан-Батист Дені зробив першу спробу переливання крові від вівці 15-річному хлопчику. Пацієнт згодом помер, і лікаря звинуатили в убивстві.

## Народились
див. також Категорія:Народились 1667
- 26 травня — Абрахам де Муавр, французький математик
- 30 листопада — Джонатан Свіфт, ірландський письменник, автор роману «Мандри Гулівера»
- Йов Кондзелевич — український іконописець, ієромонах

## Померли
див. також Категорія:Померли 1667